# 2655 Guangxi
2655 Guangxi је астероид главног астероидног појаса чија средња удаљеност од Сунца износи 3,193 астрономских јединица (АЈ).
Апсолутна магнитуда астероида је 11,2.